# Agent de joueurs
Pour les articles homonymes, voir Agent.
 (mars 2020).
Si vous disposez d'ouvrages ou d'articles de référence ou si vous connaissez des sites web de qualité traitant du thème abordé ici, merci de compléter l'article en donnant les références utiles à sa vérifiabilité et en les liant à la section « Notes et références ».
L'agent de joueurs ou agent sportif est une personne qui, à titre occasionnel ou habituel et contre rémunération, met en rapport les parties (joueurs et clubs) intéressées à la conclusion d'un contrat rémunéré d'une activité sportive.
En France, pour exercer, l'agent de joueurs doit être titulaire d'une licence, délivrée directement par les fédérations à la suite d'un examen écrit (par exemple, la FFF pour le football).
Le métier d'agent sportif implique des connaissances dans plusieurs domaines comme le sport, le marketing, le droit, la gestion et les relations publiques.
L'agent est rémunéré par des commissions, en principe calculées en fonction des rémunérations brutes perçues par le joueur tout au long du contrat négocié. La rémunération est en moyenne comprise entre 5% et 7% du salaire annuel.
Depuis octobre 2023 malgré le retour de la licence d'agent FIFA, la France a conservé la licence d'agent FFF obligatoire pour exercer auprès des joueurs (euses),entraîneurs et clubs licenciés en France. La France a également conservé le taux maximum de 10% pour la commission et l'interdiction de rémunération pour les mineurs.

## Études
Ce métier n'exige pas de diplôme ou de niveau d'étude particulier. Cependant, pour devenir agent sportif, il est nécessaire de passer un examen général organisé par le Comité Olympique, et un examen spécifique dans le sport dans lequel l'agent veut exercer. Par exemple, en France, l'examen "Spécifique Football" est organisé par la FFF. Si l'examen est réussi, une licence est délivrée au candidat pour exercer le métier d'agent officiellement. L'examen général a un taux de réussite moyen approchant les 10%.
Il existe des organismes (non reconnus par le ministère de la jeunesse et des sports) qui préparent les candidats aux examens. Sport Addict Formation propose une formation pour les épreuves générales et spécifiques sur 9 sports, WST (Worldwide Sport Training) prépare à la licence FFF en formation en ligne, l'EAJF (Ecole des Agents de Joueurs de Football) propose une formation intensive sur 10 mois et l'IPAF (Institut Préparatoire au métier d'Agent de joueur de Football) propose une formation en présentiel et une formation à distance video. Le CNOSF et les Fédérations sportives ne délivrent pas d'agrément à ces formations et elles ne sont pas obligatoires pour passer l'examen de la licence.